# Неизвестные лица
«Неизвестные лица» (англ. Persons Unknown) — американский сериал в жанре «триллер». Премьера сериала состоялась в США — 7 июня 2010 года, на канале NBC. Сериал был закрыт после окончания первого сезона, оставив в итоге финал незавершённым.

## Сюжет
Группа незнакомых людей просыпаются в заброшенном городе, не помня, как туда попали. Они обнаруживают, что за ними наблюдают камеры безопасности. Чтобы сбежать, они должны сообща решить сюрреалистическую головоломку. При пересечении определённой черты маленького города в них срабатывает некая вшитая капсула, и они теряют сознание.

## Персонажи

### Главные Персонажи
- Джанет Купер (Дэйзи Беттс) — мать-одиночка из Сан-Франциско. В момент похищения гуляла с пятилетней дочерью.
- Джо Такер (Джейсон Уайлз) — лидер от природы. До 8 эпизода личность скрывается, далее показывается, что до попадания в «процесс» был священником.
- Мойра Доэрти (Тина Холмс) — почти всю свою жизнь является пациенткой психиатрической больницы. Была похищена, когда спала.
- Сержант Грэхем МакНейр (Чедвик Боузман) — морпех. Личность и обстоятельства похищения не ясны.
- Виктория «Тори» Фейрчайлд (Кейт Майнер) — дочь американского посла в Италии. Была похищена, пока спала.
- Чарли Морс (Алан Рак) — инвестор, владеет крупной фирмой. Женат. Похищен, пока спал.
- Билл Блэкем (Шон О'Брайан) — надзиратель за досрочно освобожденными. Личность и обстоятельства похищения не ясны.
- Эрика Тейлор (Кэндиз Макклур) — темнокожая девушка, не понаслышке знающая, что такое «жизнь за решёткой», перед похищением была казнена. Настоящее имя — Тереза Рендольф

### Остальные Персонажи
- Нил (Энди Гринфилд) — первый ночной менеджер отеля.
- Лиам Уильрик (Алан Смит) — второй ночной менеджер отеля.
- «Директор» (Джоэнна Липари) — загадочная руководительница «процесса», составившая для него большинство сценариев.
- Марк Ренбе (Купер) (Джеральд Кад) — журналист одной из жёлтых газет Сан-Франциско, проводящий расследование по пропавшим, бывший муж Джанет Купер.
- Кэт Даматто (Лола Глодини) — босс Марка.

## Эпизоды
| Номер эпизода | Показ в США               | Название                                            | Зрителей (в млн) |
| ------------- | ------------------------- | --------------------------------------------------- | ---------------- |
| 1 (1.01)      | 7 июня 2010 год           | «Pilot» (рус. «Пилотная серия»)                     | 4,29             |
| 2 (1.02)      | 14 июня 2010 год          | «The Edge» (рус. «Граница»)                         | 3,45             |
| 3 (1.03)      | 21 июня 2010              | «The Way Through» (рус. «Пройти через это»)         | 3,43             |
| 4 (1.04)      | 28 июня 2010              | «Exit One» (рус. «Один выбыл»)                      | 2,90             |
| 5 (1.05)      | 5 июля 2010               | «Incoming» (рус. «Новенькая»)                       | 2,96             |
| 6 (1.06)      | 17 июля 2010              | «The Truth» (рус. «Правда»)                         | 1,69             |
| 7 (1.07)      | 24 июля 2010              | «Smoke and Steel» (рус. «Дым и сталь»)              | 2,09             |
| 8 (1.08)      | 31 июля 2010              | «Saved» (рус. «Спасенный»)                          | 1,60             |
| 9 (1.09)      | 7 августа 2010            | «Static» (рус. «Помехи»)                            | 1,26             |
| 10 (1.10)     | 21 августа 2010           | «Identity» (рус. «Прислуга»)                        | 1,30             |
| 11 (1.11)     | 21 августа 2010 (nbc.com) | «Seven Sacrifices» (рус. «Семь жертв»)              | N/A              |
| 12 (1.12)     | 28 августа 2010           | «And Then There Was One» (рус. «И остался один...») | 2,97             |
| 13 (1.13)     | 28 августа 2010           | «Shadows in the Cave» (рус. «Скелеты в шкафу»)      | 2,85             |

11-я серия не транслировалась по каналу NBC и вместо этого была выложена на его сайте.

## Смерти/Выбывшие
Эпизод 1 — 0 жертв/0 выбывших. 

Эпизод 2 — 0 жертв/0 выбывших. 

Эпизод 3 — 0 жертв/0 выбывших. 

Эпизод 4 — 0 жертв/1 выбывших. 

Эпизод 5 — 1 жертва (Тори Фэрчилд) /0 выбывших. 

Эпизод 6 — 0 жертв/0 выбывших. 

Эпизод 7 — 1 жертва (Том друг Джо) /0 выбывших. 

Эпизод 8 — 0 жертв/0 выбывших. 

Эпизод 9 — 0 жертв/0 выбывших. 

Эпизод 10 — 0 жертв/0 выбывших. 

Эпизод 11 — 0 жертв/0 выбывших.

## Теория заговора
Ситуацией в сериале управляет некая секретная и влиятельная неправительственная структура (найдена и названа в конце 1 сезона), рядовые исполнители из которой одеты в синие спецовки. Структура маскируется под институт, в стенах которого производятся бесчеловечные опыты над людьми («перепрограммирование» — пытки с целью принуждения к сотрудничеству). Карьеру в институте делают похищенные ранее люди, которые выжили в результате экспериментов над ними и которые, заразившись идеей «процесса», не задают лишних вопросов. Эта структура настолько могущественна, что может сделать (и делает) из обычного человека — влиятельного правительственного чиновника.

## Город — это процесс
В первом сезоне показаны 2 разных, но идентичных по внешнему виду, города (находящихся в разных полушариях). В одном из городов (Северное полушарие) живут главные герои, в другом (Южное полушарие) — произведена «зачистка» участников процесса. Цель города — сформировать условия для естественного отбора участников под наблюдением организации. Выбраться из города — непосильная для обычного человека задача. Главные герои сериала участвуют в первом, начальном уровне процесса. После успешного прохождения уровня участник процесса переходит на следующий уровень процесса (даже помимо своей воли). Города имеют свой номер. Город главных героев сериала имеет номер 27.
Первый сезон заканчивается переходом выживших участников первого уровня процесса во второй уровень (куда они также попали помимо своей воли). Они очутились в бушующем океане на большом судне, напоминающем сухогруз.

## Непрерывное наблюдение
За всеми обитателями города (вольными и невольными участниками процесса) наблюдают видеокамеры. В городе есть потайная комната-пункт наблюдения, где принимается сигнал со всех видеокамер, и где можно управлять городом (например, удалённо открыть/закрыть двери банковского хранилища). Сигнал с видеокамер города также поступает в центральный офис организации. Городом главных героев сериала на месте управляет главный повар-китаец, но он лишь исполняет приказы организации.

## Мистическая составляющая
Не все погибшие участники оказываются мёртвыми. Виктория «Тори» Фейрчайлд оказалась менеджером отеля для новой команды участников, в которую также вошёл Джо в конце первого сезона. Один из ликвидированных жителей «города» в Южном полушарии также оказался жив (хотя и без большого пальца руки, который ему отрезали с целью идентификации трупа).

## Плохиш
С самого начала персонажи думают, что один из них может быть плохишом, засланцем от похитителей. Это ещё одна некоторая игра для телезрителя — гадать кто же этот плохой парень. Подобное было и в сериале Остров Харпера, где помимо Джона Уейкфилда был ещё один убийца среди 25 подозреваемых с промопостера.
В разных эпизодах нам намекают на то, что предатель один из них. В первых двух эпизодах есть намеки на Мойру (она лжет), в третьем — на Чарли (показывают флешбек, как он убил жену), в четвёртом — на Джо (связь с похитителями), в пятом и шестом — на Эрику (в пятом эпизоде она появляется, а в шестом травит Джо антифризом), в тринадцатом — на Билла (называет имя жены Чарли, которое тот ему не говорил).